# Shane Embury
Shane Embury, né à Broseley le 27 novembre 1967, est un bassiste britannique officiant depuis 1987 dans le groupe de grindcore et de death metal Napalm Death.

## Biographie
Bien que n'étant pas membre du line-up originel du groupe, Shane Embury est le membre ayant la plus longue participation au projet. Il intègre Napalm Death en 1987 en remplaçant Jim Whitley pour la tournée Scum, un an après avoir décliné la proposition de Nicholas Bullen d'enregistrer la face B de Scum à la guitare. 
Avant d'intégrer Napalm Death, Embury était le batteur de Warhammer, groupe de death metal du Shropshire. Le groupe a sorti une démo en 1985 intitulée Abattoir of Death.
Shane Embury a participé à de nombreux projets en parallèle de Napalm Death, dont Azaghtoth, Brujeria, Unseen Terror, Venomous Concept.